# Холокост в Новогрудском районе
Холокост в Новогру́дском районе — систематическое преследование и уничтожение евреев на территории Новогрудского района Гродненской области оккупационными властями нацистской Германии и коллаборационистами в 1941—1944 годах во время Второй мировой войны, в рамках политики «Окончательного решения еврейского вопроса» — составная часть Холокоста в Белоруссии и Катастрофы европейского еврейства.

## Геноцид евреев в районе
Новогрудский район был полностью оккупирован немецкими войсками в июле 1941 года, и оккупация продлилась более трёх лет — до июля 1944 года. Нацисты включили Новогрудский район в состав территории, административно отнесённой в состав рейхскомиссариата «Остланд» генерального округа Белорутения.
Вся полнота власти в районе принадлежала зондерфюреру — немецкому шефу района, который подчинялся руководителю округи — гебитскомиссару. Во всех крупных деревнях района были созданы районные (волостные) управы и полицейские гарнизоны из белорусских и польских коллаборационистов.
Для осуществления политики геноцида и проведения карательных операций сразу вслед за войсками в район прибыли карательные подразделения войск СС, айнзатцгруппы, зондеркоманды, тайная полевая полиция (ГФП), полиция безопасности и СД, жандармерия и гестапо.
Одновременно с оккупацией нацисты и их приспешники начали выявление и убийство евреев. «Акции» (таким эвфемизмом гитлеровцы называли организованные ими массовые убийства) повторялись множество раз во многих местах. В тех населенных пунктах, где евреев убили не сразу, их содержали в условиях гетто вплоть до полного уничтожения, используя на тяжелых и грязных принудительных работах, от чего многие узники умерли от непосильных нагрузок в условиях постоянного голода и отсутствия медицинской помощи.
За время оккупации практически все евреи Новогрудского района были убиты, а немногие спасшиеся в большинстве воевали впоследствии в партизанских отрядах.

## Гетто
Оккупационные власти под страхом смерти запретили евреям снимать желтые латы или шестиконечные звезды (опознавательные знаки на верхней одежде), выходить из гетто без специального разрешения, менять место проживания и квартиру внутри гетто, ходить по тротуарам, пользоваться общественным транспортом, находиться на территории парков и общественных мест, посещать школы.

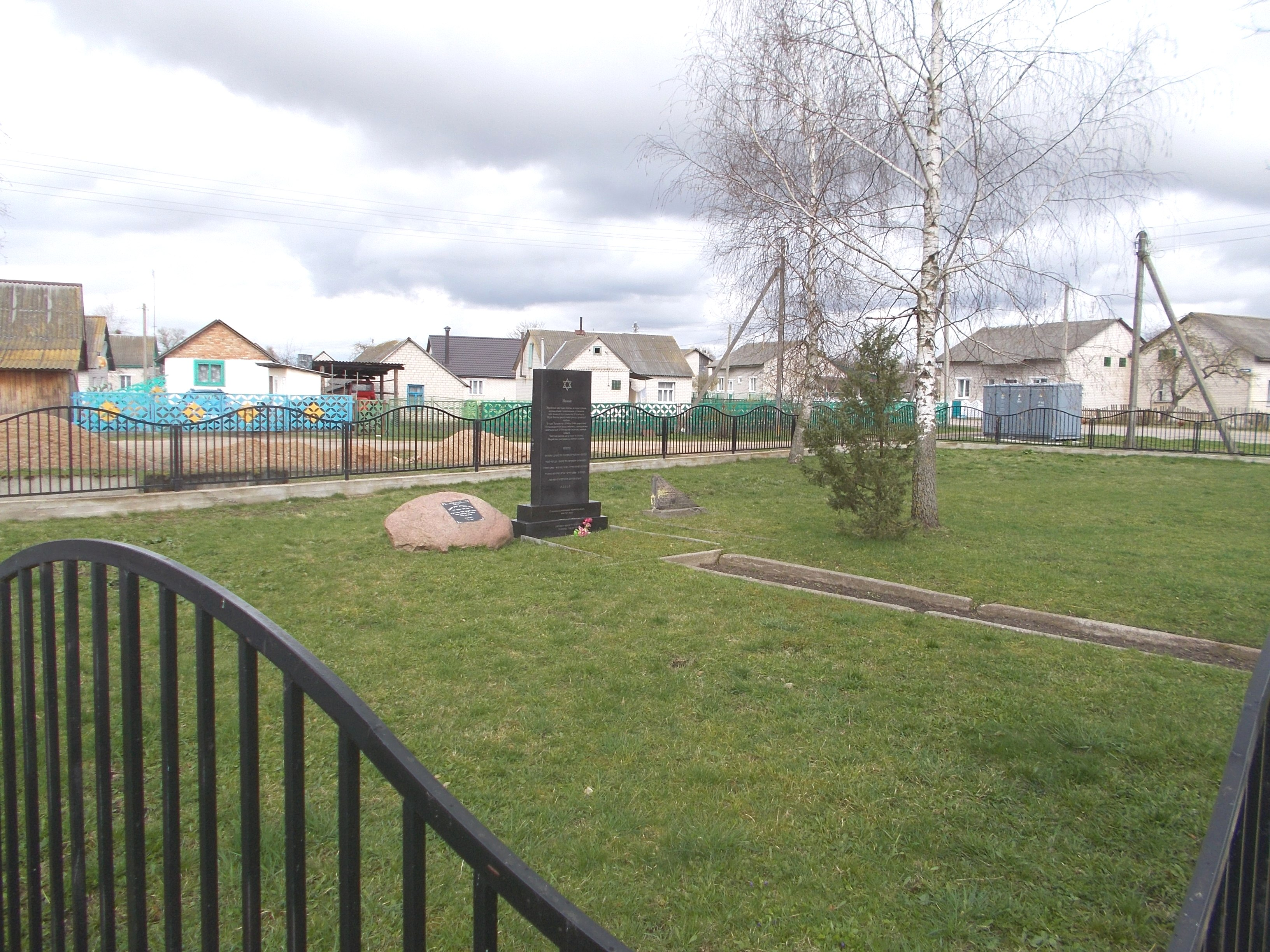
Стела на месте бывшего еврейского кладбища в память о евреях Любчи

Немцы, реализуя нацистскую программу уничтожения евреев, создали на территории района 5 гетто.
- В гетто в посёлке Любча (август 1941 — 13 июня 1942) были убиты сотни евреев.
- В двух гетто в Новогрудке (декабрь 1941 — осень 1943) были убиты около 10 000 евреев.

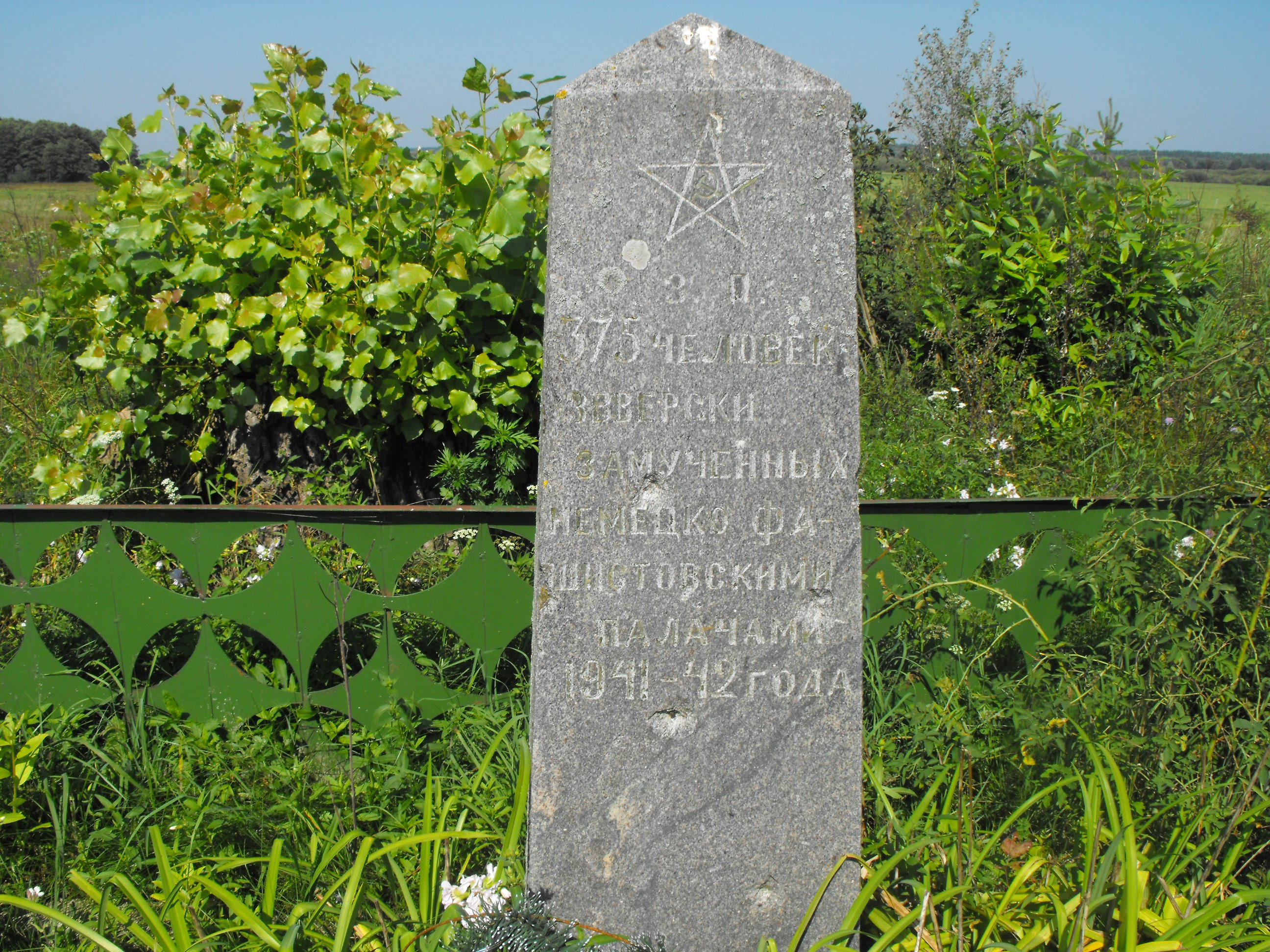
Памятный знак на месте массового убийства евреев около любчанского кладбища

### Делятичи
Под оккупацией в деревне Делятичи оказались около 100 евреев. Ещё до прихода немцев евреи подверглись грабежам со стороны части местного населения. Во время этих нападений Бенис Лис был убит, отца Израэля Слонимского ранили топором в спину, синагога была осквернена, а свиток Торы в ней разорван.
Гетто в Делятичах было организовано сразу после оккупации. Немцы обязали евреев нашить на одежду желтые шестиконечные звезды, и использовали узников на принудительных работах.
Поздней осенью 1941 года всех евреев из гетто в Делятичах перевели в гетто в Любче, где практически всех впоследствии убили.

### Малые Воробьевичи
Деревня Малые Воробьевичи (Любчанский район Барановичской области, ныне Осташинский сельсовет Новогрудского района Гродненской области) была захвачена немецкими войсками 4 июля 1941 года, и оккупация продолжалась до 8 июля 1944 года.
После оккупации в деревне Малые Воробьевичи нацисты, в рамках программы уничтожения евреев, в августе 1941 года создали гетто.

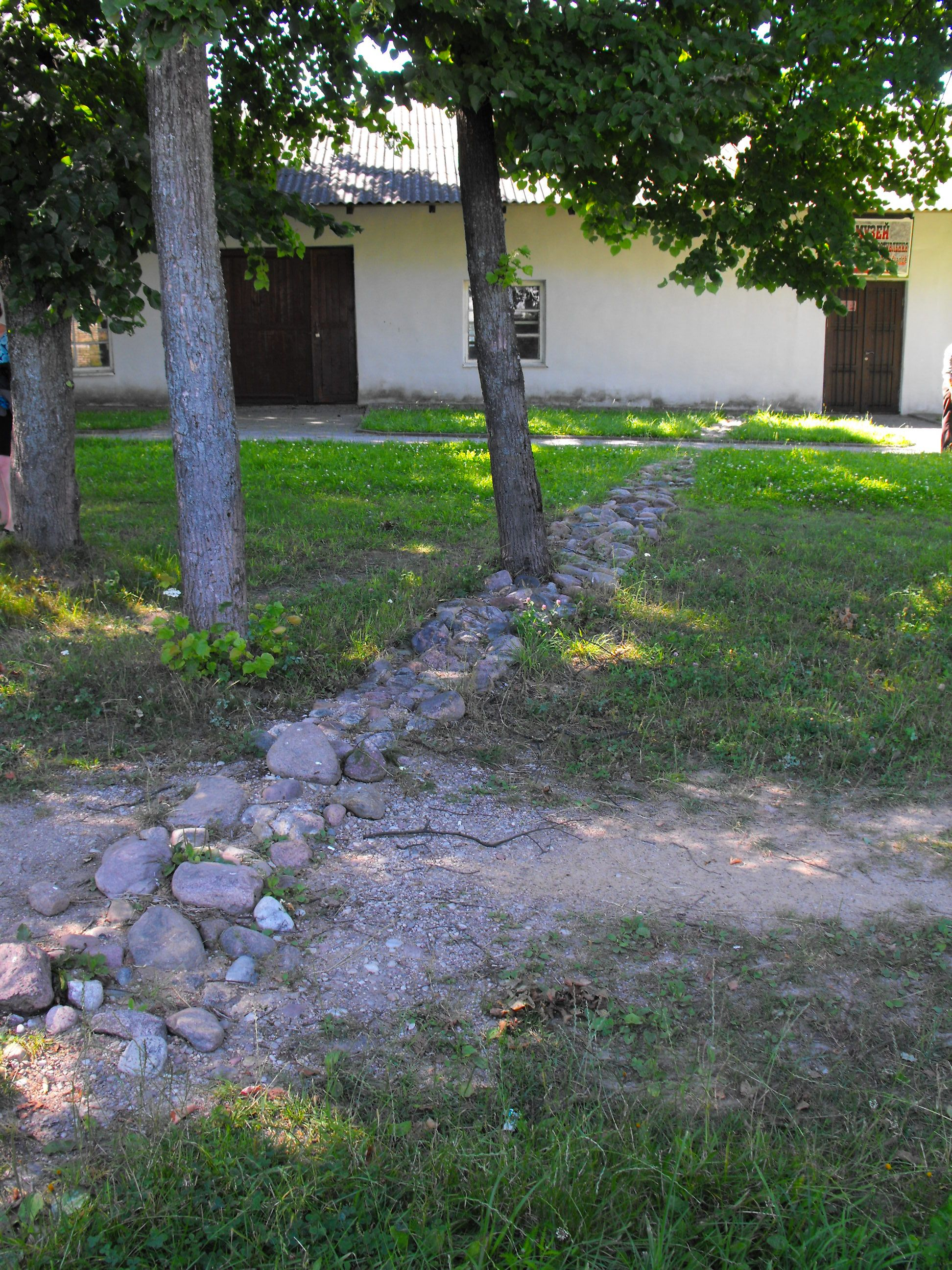
Обозначенная снаружи часть подземного хода, прорытого узниками Новогрудского гетто

В апреле 1942 года в Малые Воробьевичи также перевели более 600 евреев из гетто в Любче для использования на строительстве шоссе Любча-Новогрудок.
Евреев держали в конюшне имения Щербы. Гетто круглосуточно охранялось полицаями, на принудительные работы узников водили под конвоем.
Летом 1942 года (к 3 июля 1943 года, к моменту завершения строительства шоссе) рядом с деревней по приказу немцев был вырыт большой ров. 8 августа 1942 года (3 июля 1943 года) немцы и полицаи провели «акцию» (таким эвфемизмом нацисты называли организованные ими массовые убийства). Людям приказывали полностью раздеться, затем по десять человек гнали ко рву, укладывали на дне лицом вниз и расстреливали сверху. Следующих 10 человек заставляли ложиться на убитых. Одну группу евреев закрыли в сарае, облили керосином и сожгли заживо. В этот день, с 11.00 до 14.00, были убиты 635 евреев.
Пытавшихся бежать во время расстрела сразу убивали. Трех женщин, сумевших сбежать и спрятаться под мостом около деревни Басино, выдали местные жители, и их расстреляли в гравийном карьере на Илюковой горе. Также сумел сбежать сын торговца Левина, но и его поймали и убили возле имения Бардяч.
Известны имена некоторых организаторов и исполнителей убийства: руководитель расстрела комендант жандармерии Франц, комендант полиции Любчи Викентий Комар, полицейские Шоцкий, Поличейко, Лукашевич, причём комендант и указанные полицаи лично добивали раненых.
В 1963 году вокруг братской могилы жертв геноцида евреев сделали ограду и установили памятник, на котором отсутствует упоминание о евреях. В 2005 году памятник был заменен на новый с сохранением прежнего текста и ошибочном числе убитых (935 мирных граждан).

## Случаи спасения и «Праведники народов мира»
В Новогрудском районе 23 человека были удостоены почетного звания «Праведник народов мира» от израильского мемориального института «Яд Вашем» «в знак глубочайшей признательности за помощь, оказанную еврейскому народу в годы Второй мировой войны».
- Ярмолович Ян и Юзефа, Тимошко Магдалена — спасли Бенцяновских Гиршла и Тину, семью Иоселевич и семью Осташинских в деревне Кустино[19].
- Пендо Константин, Александра и Иван — спасли Берковскую Гиту и её дочь Забелинскую (Берковскую) Соню в поселке Вселюб[20].
- Лавские Александр и Елена — спасли Берковскую (Волкину) Розу в деревне Слочва[21].
- Буинские Юстин и Вера — спасли семью Гиненских и Коэна Дова (Каган Берл) на хуторе Слуховичи[22].
- Ростковские Юлиан и Иоанна, Соловей (Ростковская) Михалина — спасли Мейерсон Фруму в Новогрудке[23].
- Святковская Анна — спасла Ляуданскую Иренку в Новогрудке[24].
- Козловские Константин, Владимир и Геннадий — спасли 7 узников Новогрудского гетто в Новогрудке[25].
- Тарнецкая Барбара — спасла Ляуданских Эстеллу и Александра в Новогрудке[26].
- Бобровские Франтишек, Франтишка, Мария, Михал и Стефан — спасли 14 евреев из гетто в Новогрудке[27].

## Память
В Новогрудке установлены 3 памятника убитым нацистами евреям, в Любче — 2 памятника, в Малых Воробьевичах — один.
Опубликованы неполные списки убитых в районе евреев.